# یواس‌ان‌اس لویال (تی-ای‌جی‌اواس-۲۲)
یواس‌ان‌اس لویال (تی-ای‌جی‌اواس-۲۲) (به انگلیسی: USNS Loyal (T-AGOS-22)) یک کشتی است که طول آن 235' می‌باشد. این کشتی در سال ۱۹۹۲ ساخته شد.